# Creatonotos flavoabdominalis
Creatonotos flavoabdominalis là một loài bướm đêm thuộc phân họ Arctiinae, họ Erebidae.